# Wolfgangsee
Il Wolfgangsee è un lago austriaco che si trova a cavallo del territorio di Salisburgo e quello della regione di Salzkammergut. La parte occidentale del lago (St. Gilgen) è chiamata Abersee. Questo appellativo deriva dalla parola in dialetto locale "aper", che significa "senza neve", dato che la parte occidentale del lago ha un clima più mite e non gela durante l'inverno.
Il lago è lungo circa 10,5 km ed è diviso in due da una penisola chiamata die Enge.